# Centre culturel Blaise Senghor
Le Centre culturel régional de Dakar Blaise Senghor (CCRBS) est une structure culturelle décentralisée du Ministère de la Culture qui a été construite en 1976.

## Historique
Implanté au cœur de la capitale du Sénégal Dakar, il porte sous sa tutelle les départements de Pikine, de Guédiawaye et de Rufisque. Le Centre Culturel Régional Blaise Senghor est chargé de la mise en œuvre de la politique culturelle de l’Etat au niveau de la région de Dakar.
Les domaines d’activités du Centre Culturel Régional Blaise Senghor couvrent toutes les disciplines artistiques et culturelles, à savoir :
le Patrimoine culturel, les Arts Vivants (le Théâtre, la Danse : ballets africains, contemporains et modern-jazz, la Musique) les Arts Visuels (les Arts Plastiques, les Arts Numériques, la Photographie, le Cinéma et l’Audiovisuel, etc.)

## Mission
Les missions du Centre culturel sont relatives à : 
- la promotion des expressions culturelles ;
- la mise en œuvre des politiques culturelles locales et la coopération culturelle décentralisée ;
- le renforcement de capacités des acteurs culturels de la région ;
- la promotion des acteurs culturels de la région ;
- la promotion du livre et de la lecture publique ;
- la sauvegarde et la valorisation du patrimoine culturel, matériel et immatériel de la région par des actions de collecte, d’inventaire de sites et monuments, de contes, mythes, légendes, traditions populaires.

Le Centre Culturel Régional de Dakar a toujours accompagné les acteurs culturels pour la bonne promotion de leurs créations. Ainsi, il est composé d’espaces fermés (où se trouvent la Direction, les salles d’Exposition et de Spectacle, de la Bibliothèque, de Studios de répétition de musique et de montage vidéo, de l’espace restaurant, de la salle informatique et d’espaces  ouverts (Patio, Cour intérieur, Théâtre de verdure et Jardin).
Construit dans une dynamique de développement du secteur culturel, le champ d’intervention du CCRBS couvre plusieurs disciplines dont les plus en vue sont : le Patrimoine culturel, les Arts Vivants (le Théâtre, la Danse : ballets africains, contemporains et modern-jazz, la Musique) les Arts Visuels (les Arts Plastiques, les Arts Numériques, la Photographie, le Cinéma et l’Audiovisuel, etc.) le Livre (la Bibliothèque, la Production Littéraire, l’Edition), la Mode et le Stylisme, l’Artisanat d’Art, les cultures urbaines (Hip-hop : Rap, Slam, Battle, Tags & Graffiti, Roller), l’Enfance/Culture, l’Encadrement, la Formation, la Promotion, la Diffusion et l’Initiation aux Métiers des Arts et de l’Artisanat et de la Promotion de l’entrepreneuriat des artistes.
Le Centre culturel Blaise Senghor organise certaines de ces disciplines en secteurs gérés par des animateurs culturels. Il s’est ouvert davantage au partenariat public-privé par l’ouverture des académies de théâtre et de danse qui participent à la formation des artistes. Ces académies sont gérées par des acteurs culturels du métier avec l’appui technique du Centre culturel Blaise Senghor.
Un espace est mis à la disposition de jeunes entrepreneurs culturels pour affiner leurs projets, créer des réseaux et trouver des partenaires au Sénégal et dans le monde. Il encourage l'entrepreneuriat en ouvrant ses bureaux à des privés liés à l’établissement par contrat ou par convention.